# China Bowl
Der China Bowl war ein geplantes Preseason-Spiel zwischen den New England Patriots und den Seattle Seahawks der US-amerikanischen American-Football-Liga National Football League (NFL), welches im August 2007 in Peking, Volksrepublik China stattfinden sollte.

## Geschichte
Am 24. September 2006 gab NFL-Commissioner Roger Goodell bekannt, dass in der Preseason der NFL-Saison 2007 die Seattle Seahawks gegen die New England Patriots spielen werden. Das von der NFL offiziell China Bowl genannte Spiel wurde für den 8. August 2007 angesetzt. Abgehalten werden sollte der China Bowl im Arbeiterstadion in Peking. Ziel war es, die aufkommende Sportwelle in China vor den Olympischen Spielen 2008 in Peking zu nutzen, um die Popularität der NFL in China zu steigern.
Am 2. April 2007 gab die NFL bekannt, dass das Spiel ausfallen werde, da die NFL ihre Ressourcen auf die NFL International Series im Vereinigten Königreich konzentrieren wolle und man zuvor die Verbreitung des American Football in China vorantreiben wolle. Eine Austragung des Spiels in den Vereinigten Staaten wurde ausgeschlossen. Patriots-Sprecher Stacey James sagte, man sei weiterhin an einem Spiel in China interessiert und Seahawks-CEO nannte es eine „verpasste Möglichkeit“ und bekundete ebenfalls das Interesse seiner Organisation an einem Spiel in China.
Spiele der NFL in China wurden bislang nicht ausgetragen (Stand: 2021). Probleme bilden die hohe Luftverschmutzung in China, welche ein Spiel im Freien risikoreich macht, und das Fehlen von größeren überdachten Stadien in der Nähe von Metropolregionen. Die zwei größten überdachten Stadien Chinas haben nur etwas über 30.000 Sitzplätze und befinden sich mit Ordos und Nantong nicht in der Nähe von Peking oder Shanghai.

## Übertragung
Das Spiel sollte in China am 20:30 Ortszeit von China Central Television (CCTV), dem größten Fernsehsender Chinas, und in den Vereinigten Staaten ab 5:30 PT auf NBC übertragen werden.